# 僕にお月様を見せないで
『僕にお月様を見せないで』（ぼくにおつきさまをみせないで）は、阿智太郎による日本のライトノベル。イラストは宮須弥が担当している。略称は「僕月」。電撃文庫（メディアワークス）より2000年10月から2003年1月まで刊行された。

## ストーリー
月のように黄色くて丸いものを見ると狼男に変身してしまう高校生、銀之介。この体質が元で何度も転校を余儀なくされていた。今度の高校は長野県の飯波（いいなみ）高校。果たして銀之介は平穏無事に高校生活を送ることができるのか。

## 登場人物
駒犬 銀之介（こまいぬ ぎんのすけ）
この作品の主人公。狼男に変身してしまう体質を持つ人狼の家系に産まれた男。温厚で心優しい性格の持ち主。楓の診断で「温厚な羊」とされた。作中の人狼は「満月及び黄色い円形の物体」により、意志と無関係に変身してしまうという特性を持つが、訓練により現在は満月と卵黄以外全てを克服した（満月は克服が不可能。卵黄に関しては8回目の引っ越しで訪れた会地島にて一度克服したが、その後無理して卵で変身したため戻った）。一度変身すれば、気絶・黄色くなく円形でない対象を見続ける・若い女性との接吻などの方法を実行する他は、しばらくの時間を費やさないと元に戻る事が出来ない。なお、銀之介は狼男から戻る際には幼少期より愛用している積み木を弄くり回し続ける。
満月を見て変身すると、凶暴な性格（通称「ワイルドウルフ」）になる。変身すれば人類を超越した身体能力を発揮し、様々な窮地を救うが、普段は平均的な小学生すら下回るレベルであり、本人もそれは自覚している様子。絵は下手（小夏曰く「発想はいいけど技術が伴わない」）。時折女性が自分に好意を持っているのではないかと期待していてショックを受けることが多いが、実際に好かれている場合は気付かないという、典型的なラブコメ体質。
正体が一般に知れ渡るとその土地での生活が困難になるため引っ越しを余儀なくされ、一般には考えられない回数の引っ越しを繰り返している。また、23回目の引越しで飯波高校に来るまでには8回目の会地島（おおちとう）、回数不明の青森県のとある山中、22回目の長崎県時津高校など、引っ越しの度に異性から好意を抱かれている恋多き男でもある。
駒犬 銀一郎（こまいぬ ぎんいちろう）
銀之介の父。動物専門誌に連載を持つ漫画家（ペンネームは「こまぎん」）。普段は温厚で貧弱だが、息子同様人狼の家系「駒犬」の男であり、全ての黄色い円形を克服し自我による変身を使いこなす。その力は満月を見て凶暴化した銀之介をはるかに上回る（満月による暴走は中学時代に克服した）。美術大学出身のパチンコ好き。
駒犬 典代（こまいぬ のりよ）
銀之助の母。主婦業のかたわら、夫のアシスタントも勤める。風変わりな人物が多い劇中、一見何ら変わった所のないごく普通の良識ある一般人に見えるが、企業経営者の父親が部下の失敗の責任を負わされ、会社が倒産してしまったという過去を持つ。
七味 唐子（しちみ とうこ）
銀之介のクラスメイト。銀之介の変身シーンを目の当たりにするが、犬が好きだという理由で秘密にすると約束する。楓の診断で「能天気な兎」とされた。実家はうどん屋を経営。銀之介に異性としての好意らしき感情を抱くが、本人はそれを認めたくない様子（銀之介の変身解除のための接吻でも「キスとしてカウントしない」と宣言する）。
うどん以外の料理は苦手で、その腕前はチンジャオロースーを作った際に銀之介に「まるでアトランティスの古代料理だ」と評された程。
同じく銀之介に好意を抱く狩谷楓に対しては特に悪い感情は無く、むしろ好意的といえる感情を持っているものの、銀之介の事に対しては事あるごとに対立している（ただし取り合っているという形というよりは銀之介を助ける唐子の親切心に対して楓が張り合ってくるというものであり、いわゆる修羅場的な雰囲気は微塵もない）。
名前の由来はそのまま七味唐辛子から。高校卒業後は専門学校（恐らく料理関連）に通っている模様。
狩谷 楓（かりや かえで）
転校生の少女。幼いころに狼男に両親を殺され、自身も背中に大きな傷を負ったことから、狼男は自らの手で抹殺すると決めている。銀之介も最初は問答無用で殺そうとしていたが、彼の優しさに触れ、少し考えを改める。相手と握手することで、相手の性格や本質を人間以外の動物として目視する能力を持ち、兄や唐子からは「動物占い」と呼ばれているが、彼女はその呼び名を嫌っている。教師の狩谷森彦は彼女の兄。
狩谷 森彦（かりや もりひこ）
楓の兄。国際的なとある組織に所属しており、人に危害を加える狼男を抹殺する権限を持つ。過去に狼男に両親を殺されたことから狼男を忌み嫌っており殺意の対象となっている。普段は理知的な青年だが狼男のことになると人間が代わる。銀之助も正体がバレないかとヒヤヒヤしていたが、9巻にてついに正体がバレてしまう。しかし豪華客船を占拠したテロリストから皆を助けようとする銀之助を見て自分が間違っていたことを受け入れた。最終巻では銀之助の窮地に駆けつけ、ついに宿敵である狼男を射殺した。その後、組織そのものが今では人狼をサポートする善良的なものになっていることを知り、正体がばれてしまった銀之助一家を海外にてサポートした。
駒犬 銀花（こまいぬ ぎんか）
銀之介の従妹（銀一郎の実弟・銀三郎の娘）で小学四年生。黄信号を見ても変身しなくなったので、街デビューをするために銀之介の家にやってくる。ただし、黄色信号以外のものはほとんど克服していないため騒動を起こす。銀之介のことが大好きで、ライバル（？）の唐子とは時々衝突することも。両親は考古学に携わっている。
倉地 香（くらち かおり）
飯波高校の新任美術教師。抜群の容姿とプロポーションで、男子生徒はおろか、男性教師まで幅広いファンがいる。楓の診断で「気位の高い豹」とされた。怪力の持ち主で、片手でロッカーを投擲する程。不思議研究部の顧問であり、部員一名の不思議研究部が部活として成り立っているのは彼女の絶対的な力による。銀之介の奇怪な絵を理解できる唯一の人物。前作との関連は後述。
三石 小夏（みついし こなつ）
飯波高校不思議研究部部長兼唯一の部員の1年生。牛乳瓶の底のようなうずまきのメガネをかけている。楓の診断で「元気なクツワムシ」とされた。生粋のオカルトマニアであり、オカルト系統の話となると人の迷惑を省みず首を突っ込んでくる。彼女に目をつけられたために、入院する羽目になった生徒もいる。変身した銀之介についても、最初は好奇心で追っていたが、助けられてからは、恋心も混ざってきた。もちろん正体は知らない。父親は地元誌の編集長をしている。
漆野　百太郎（うるしの ひゃくたろう）
長野県警の刑事。自称『長野県警で最も棺桶と懲戒免職に近いと噂されている男』。楓の診断で「ずる賢い狐」とされた。銀之介の秘密を知っている。気に食わない事があると「蚊がいた」と言って拳銃を乱射するとんでもない刑事。9巻では国際的なテロリストの首魁を銀之助と協力して逮捕した。前作との関連は後述。
狼男（おおかみおとこ）
最終巻に登場。本作における最終ボス。生まれつき狼の姿から戻れなくなる「ワンワン病」に罹っていて狼男の姿のまま誕生し、以後も元に戻ることなくそのままの姿だったため家族に監禁され、存在自体をなかったことにされたという過去を持つ。そうした過去から攻撃的な凶暴な人格を形成してしまい、脱走してからは無差別に殺人を繰り返しており一度は銀一郎に敗れた。楓の家族を殺したのも彼の仕業である。
実は銀一郎の双子であり、銀之介のおじにあたる。最終話では逆に銀一郎を破り銀之介と一騎討ちを繰り広げも圧倒され劣勢に陥るが隙を突いて逆転。甥を殺そうとしたところへ狩谷森彦が放った銃弾により射殺された。最後の最期に人としての姿に戻ることができた。

## 既刊一覧
- 阿智太郎（著）・宮須弥（イラスト）、メディアワークス〈電撃文庫〉、全10巻
  - 『僕にお月様を見せないで（1） 月見うどんのバッキャロー』、2000年10月10日発売[2]、ISBN 4-8402-1628-2
  - 『僕にお月様を見せないで（2） 背中のイモムシ大行進』、2000年12月10日発売[3]、ISBN 4-8402-1696-7
  - 『僕にお月様を見せないで（3） あぁ 青春の撮影日記』、2001年4月10日発売[4]、ISBN 4-8402-1774-2
  - 『僕にお月様を見せないで（4） 北極色の転校生』、2001年7月10日発売[5]、ISBN 4-8402-1862-5
  - 『僕にお月様を見せないで（5） 思ひでぼろぼろ』、2001年11月10日発売[6]、ISBN 4-8402-1972-9
  - 『僕にお月様を見せないで（6） アヒル探して三千里』、2002年2月10日発売[7]、ISBN 4-8402-2026-3
  - 『僕にお月様を見せないで（7） 29番目のカッチョマン』、2002年6月10日発売[8]、ISBN 4-8402-2117-0
  - 『僕にお月様を見せないで（8） 楓とオオカミの一日』、2002年8月10日発売[9]、ISBN 4-8402-2157-X
  - 『僕にお月様を見せないで（9） 唐子とオオカミの夜』、2002年10月10日発売[10]、ISBN 4-8402-2196-0
  - 『僕にお月様を見せないで（10） オオカミは月夜に笑う』、2003年1月10日発売[11]、ISBN 4-8402-2261-4

## ドラマCD
- オリジナルドラマ 僕にお月様を見せないで 電撃hp誌上通販（メディアワークス）

駒犬銀之介役：関智一、七味唐子役：川上とも子、三石小夏役：田村ゆかり